# Mount Convey
Mount Convey ist ein markanter und über 800 m hoher Berggipfel auf Bristol Island im Archipel der Südlichen Sandwichinseln im Südatlantik. Er ragt nordwestlich des Harker Point im Süden der Insel auf.
Das UK Antarctic Place-Names Committee benannte ihn 2013. Namensgeber ist der britische Biologe Peter Convey (* 1961) vom British Antarctic Survey, der von Januar bis Februar 1997 die zweite biologische Bestandserhebung auf den Südlichen Sandwichinseln durchgeführt hatte und als anerkannter Experte für die dortige Flora und Fauna der Wirbellosen gilt.